# Dévonien
Stratigraphie
Silurien Carbonifère
Subdivisions
- Dévonien supérieur
- Dévonien moyen
- Dévonien inférieur

Paléogéographie et climat
Contexte géodynamique
- Gondwana
- 390 Ma : fin de l'orogenèse calédonienne (débutée à 500 Ma)
- 370 Ma : orogenèse acadienne
- 365 Ma : glaciation

Faune et flore
Évolution
- plantes et animaux sur la terre ferme
- Progymnospermes
- 410 Ma : rhipidistiens (dipneustes, vertébrés marins)
- 400 Ma : présence à terre des arthropodes
- 395 Ma: hexapodes, terrestres (insectes)
- 390–380 Ma : ptérygotes (insectes volants)
- 390–380 Ma : sphénophytes (1res plantes arborescentes)
- 380 Ma : chondrichthyens (poissons cartilagineux)
- 380 Ma : actinistiens (cœlacanthes)
- 380 Ma : sphénophytes (végétaux vasculaires)
- 375 Ma : apparition du bois
- 375 Ma : 1res grandes forêts (Archæopteris)
- 375 Ma : atmosphère appauvrie en CO2, enrichie en O2
- 372 Ma : grande extinction de Kellwasser
- 368 Ma : tétrapodes (vertébrés hors poissons)

Le Dévonien est une période géologique s'étendant d'environ −419 à −359 Ma. Il est précédé par le Silurien et suivi par le Carbonifère. Le Dévonien est nommé d'après le comté de Devon, en Angleterre, où les affleurements de couches datant de cette époque sont communs.
Dans les océans, les brachiopodes sont communs ainsi que les grands récifs coralliens. De nouvelles formes d'ammonites et de trilobites apparaissent ; les requins primitifs sont plus nombreux que pendant l'Ordovicien supérieur ou le Silurien. L'évènement évolutif majeur concerne les végétaux : sur les continents, les premiers Progymnospermes forment des forêts : les insectes et chélicérates s'y diversifient.
Mais l'attention des paléontologues du passé étant initialement focalisée sur les Vertébrés, ils furent surtout sensibles à la diversification des poissons et surnommèrent le Dévonien « Âge des poissons ». En milieu aquatique, les placodermes commencent à dominer presque tous les milieux. Dès le Dévonien inférieur, la classe des sarcoptérygiens produit des formes, regroupées dans le clade des tétrapodomorphes, parmi lesquelles se différencieront les premiers tétrapodes dont sont issus les amphibiens comme Eusthenopteron, Tiktaalik, Acanthostega ou Ichthyostega.

## Subdivisions
Le Dévonien est subdivisé en trois époques : le Dévonien supérieur, le Dévonien moyen et le Dévonien inférieur. Les datations des subdivisions ont été revues par la Commission internationale de stratigraphie (ICS) en 2012,.
| Supérieur  |                                |
| Famennien  | (372,2 ± 1,6 à 358,9 ± 0,4 Ma) |
| Frasnien   | (382,7 ± 1,6 à 372,2 ± 1,6 Ma) |
| Moyen      |                                |
| Givétien   | (387,7 ± 0,8 à 382,7 ± 1,6 Ma) |
| Eifelien   | (393,3 ± 1,2 à 387,7 ± 0,8 Ma) |
| Inférieur  |                                |
| Emsien     | (407,6 ± 2,6 à 393,3 ± 1,2 Ma) |
| Praguien   | (410,8 ± 2,8 à 407,6 ± 2,6 Ma) |
| Lochkovien | (419,2 ± 3,2 à 410,8 ± 2,8 Ma) |

Les couches du Dévonien ont produit du pétrole et du gaz dans certaines régions.

## Découverte
Nommé d’après le comté de Devon (Angleterre), le Dévonien reçoit couramment, dans les textes du XIXe siècle, le nom d'âge des Vieux grès rouges, d’après des strates caractéristiques de cette époque.
Le Dévonien est aussi connu sous le nom d’« âge à effet de serre » ou encore d’« âge des fougères ». Ces noms sont incorrects et proviennent de l’échantillonnage biaisé des géologues européens du XIXe siècle dont les études portaient sur des régions proches de l’équateur au Dévonien, alors que le climat était globalement plus frais dans le reste du monde.
L’établissement du Dévonien comme période géologique a été l’aboutissement d’une controverse de sept ans entre 1830 à 1837 environ, et dont quelques-uns des principaux protagonistes comptent parmi les membres les plus en vue de la communauté géologique britannique de cette époque : Roderick Murchison, Henry de La Beche, Adam Sedgwick ou George Bellas Greenough.
Avant 1830, on considérait que la période du Carbonifère succédait directement à celle du Silurien. Mais ce découpage chronologique est remis en question à la suite, notamment, de la découverte de la présence de charbon dans des couches géologiques datées de la période du Silurien, ce qui n’était pas cohérent avec la chronologie acceptée jusqu’alors.
Cette controverse a donné lieu à une étude dans les domaines de la sociologie et de l’histoire des sciences : The Great Devonian Controversy de Martin Rudwick (1985). Dans cet ouvrage, l’auteur cherche à mettre en évidence les influences sociologiques dans l’évolution de la polémique, et, en particulier, dans le processus de négociation vers un consensus sur le contenu scientifique.

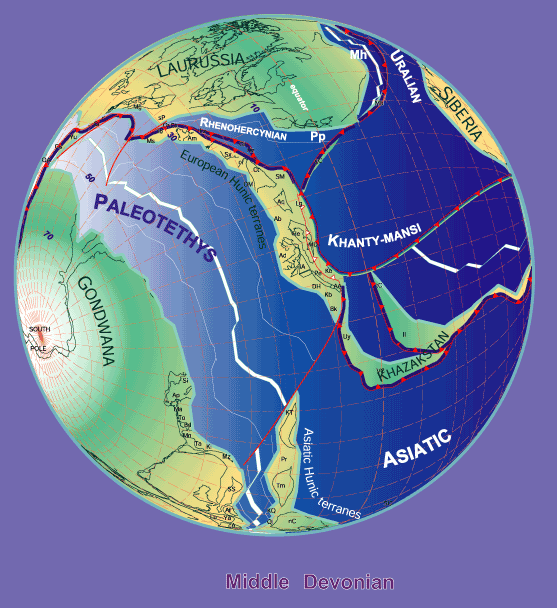
Reconstruction paléogéographique il y a 380 millions d'années.

## Paléogéographie

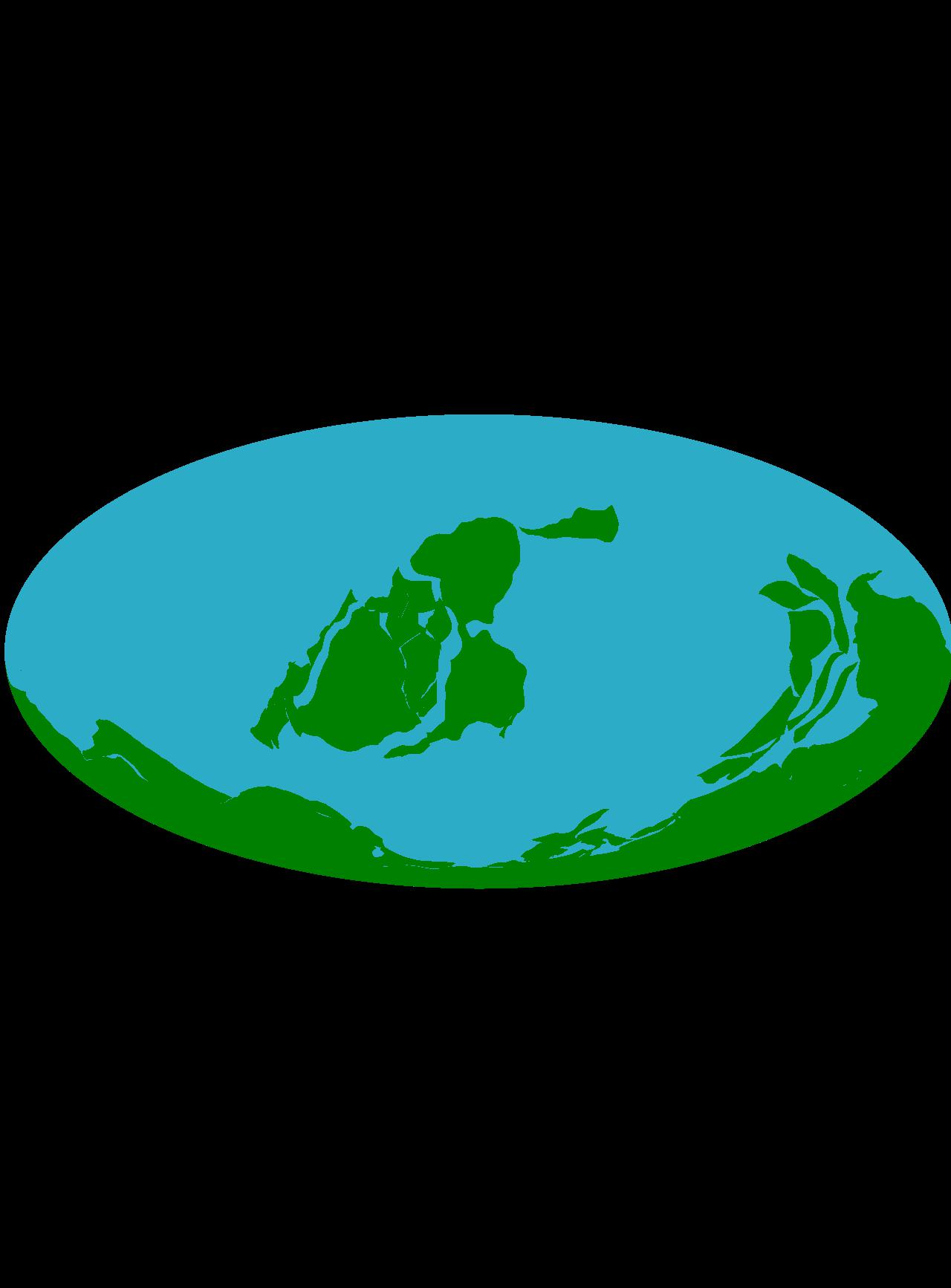
Reconstruction paléogéographique il y a 430 millions d'années.

La paléogéographie est dominée par le supercontinent Gondwana dans l'hémisphère sud et de plus petits continents au nord, Sibérie et de Laurussie, constitués de l'Amérique du Nord et d'une partie de l'Europe entre les deux.
Au début du Dévonien, la Laurentie et la Baltique s'assemblent pour former la Laurussie, située dans une zone proche du tropique du Capricorne ; les couches du vieux grès rouge s’y forment par oxydation d’hématite. Cette collision marque l’étape finale du cycle calédonien d’orogenèse. La côte ouest de l’Amérique du Nord présente peu d'activités orogéniques, à l'exception de l'approche d'un arc volcanique qui soulève les fonds marins et ramène des sédiments profonds vers le bouclier continental.
Le reste de l’Eurasie moderne est situé dans l’hémisphère nord. Les terranes hunniques, dont l'Armorique et l'Ibérie qui s’étaient détachés du Gondwana au Silurien supérieur, continuent leur route et entrent en collision avec l’Eurasie au Dévonien supérieur.
Le reste des terres (l’Australie, l’Amérique du Sud, l’Afrique, l’Antarctique et l’Inde) forment le Protogondwana dans l’hémisphère sud.
Près de l’équateur, la (future) Pangée commence sa formation avec le rapprochement du Gondwana et de la Laurussie.
L’océan Panthalassique couvre le reste de la planète, quelques océans mineurs existent (Paléotéthys, Prototéthys, océan Rhéique, océan Ouralien (en) fermé par la collision de Sibéria et de Baltica).

## Climat
Le Dévonien semble être une période chaude autour de 30 °C de moyenne avec un gradient de température entre les pôles et l’équateur moins marqué que de nos jours. Il est caractérisé par une absence de glaciers et de calottes polaires. Toutefois si au début du Dévonien, le climat était très chaud, vers la fin la température se rafraîchit lentement. Le climat était localement très aride, dans l’intérieur des grands continents et aux latitudes moyennes. Le développement des forêts, en extrayant le CO2 de l’atmosphère aurait entrainé un net rafraîchissement (5 °C) pendant le Dévonien moyen tout en restant plus chaud qu’actuellement. L’extrême fin du dévonien est marquée par une élévation des températures qui retrouvent leur niveau du début de la période, mais sans que cela corresponde à une élévation du CO2 atmosphérique. Cette augmentation de température entraine une augmentation de la pluviométrie sur les continents, ce qui s’est reflété dans la distribution de la flore.

## Extinction de masse
Au Dévonien supérieur (entre le Frasnien et le Famennien) a lieu une extinction massive, qui affecte jusqu’à 70 % des espèces vivantes. La cause de cette extinction reste inconnue : période d’anoxie océanique, pic de volcanisme lié à la dérive des continents, origine extraterrestre (impacts cométaires ou météoritiques), ou une combinaison de ces facteurs ?  Les traces géologiques ne permettent pas de trancher. La couverture de verdure des continents a peut-être agi comme une pompe à dioxyde de carbone et la réduction du taux de ce gaz à effet de serre a pu provoquer le refroidissement du Dévonien moyen, conduisant à cette extinction.
Des travaux plus récents suggèrent que le réchauffement climatique serait devenu, pendant une courte période, si intense (températures moyennes planétaires d'environ 30 °C) qu'il aurait altéré la couche d'ozone stratosphérique sur l'ensemble du globe, exposant la vie à la surface de la Terre à des niveaux nocifs de rayonnements ultraviolets au point de déclencher une extinction de masse sur les terres et dans les eaux peu profondes.

### Biotopes marins

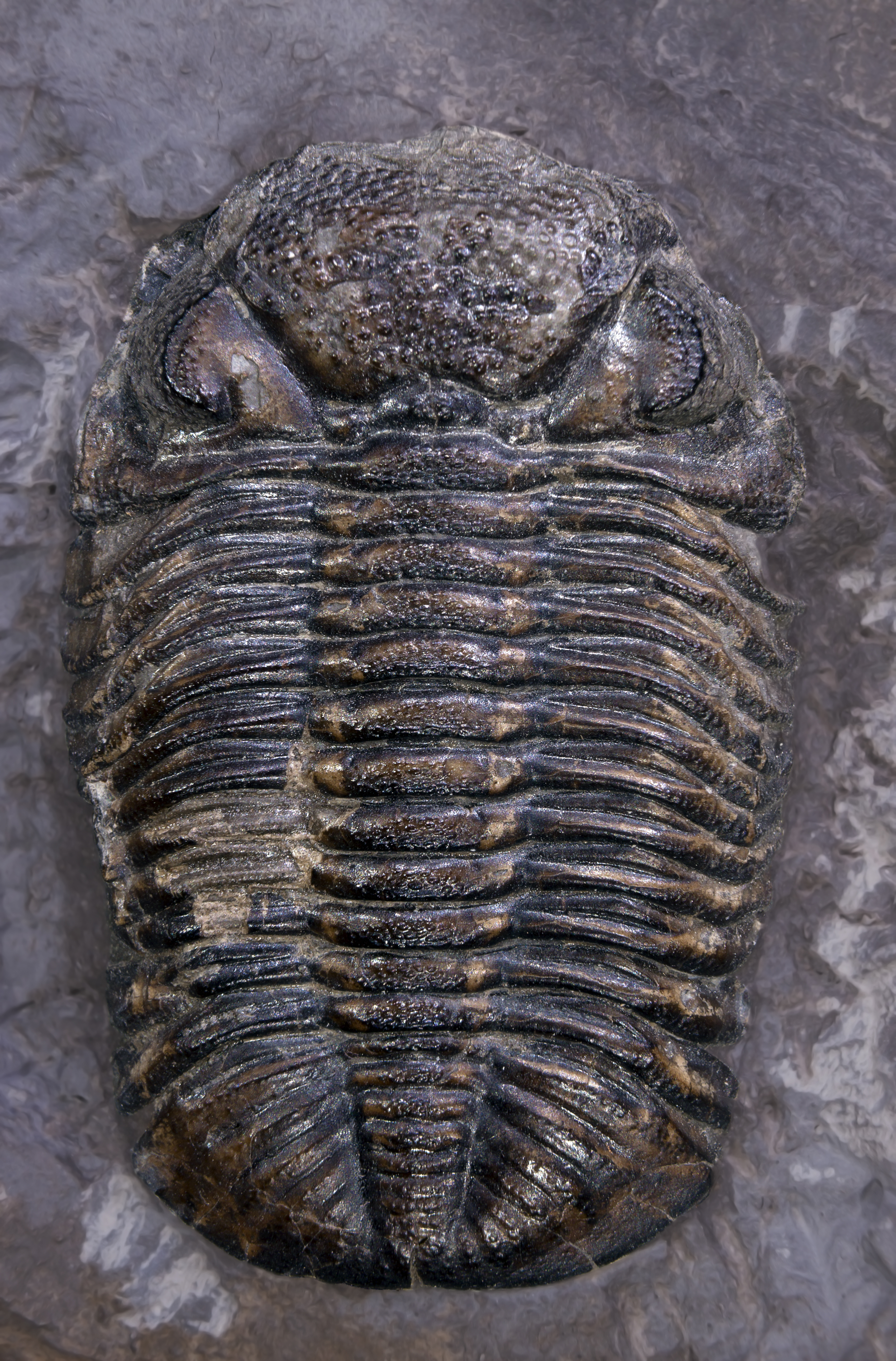
Trilobite Phacops rana du Dévonien, États-Unis.

Le niveau de la mer est élevé. La faune marine est dominée par les ectoproctes, diverses sortes de brachiopodes et de coraux. Les trilobites sont encore communs mais moins diversifiés que dans les époques précédentes. Les grands poissons à plaques, les placodermes, ont été rejoints pendant le Dévonien moyen par les premiers poissons à écailles, qui se sont ensuite diversifiés.
Les premiers requins apparaissent au début du Dévonien. Les poissons à arêtes, dont certains de taille importante, les rejoignent bientôt. Pendant le Dévonien supérieur, les vertébrés à membres charnus ont évolué vers les premiers tétrapodes, tel le Tiktaalik roseae, qui ont marché sur les terres à la fin du Dévonien. Les Ammonoidea apparaissent au Dévonien supérieur ou à la fin du Silurien mais ne deviennent abondantes que durant le Mésozoïque. Les formes les plus évoluées de graptolites disparaissent.

#### Récifs
Une grande barrière de récifs, maintenant située dans le bassin de Kimberley au nord-ouest de l’Australie, s’étend sur près de 1 000 km en formant une bordure continentale. Les récifs sont en général construits par des organismes sécrétant des dépôts carbonés résistant à l’action des vagues. Les contributeurs principaux à ces constructions sont des algues calcaires, des organismes présentant des similitudes avec les coraux modernes, les stromatopores, les tabulates et des Rugosa. Les variations climatiques du Dévonien ont entrainé des variations dans les organismes constructeurs de récifs. Le climat chaud du début et de la fin de la période ont favorisé les micro-organismes alors que la période moyenne, plus fraîche, était dominée par les coraux et les stromatopores.

#### Estrans

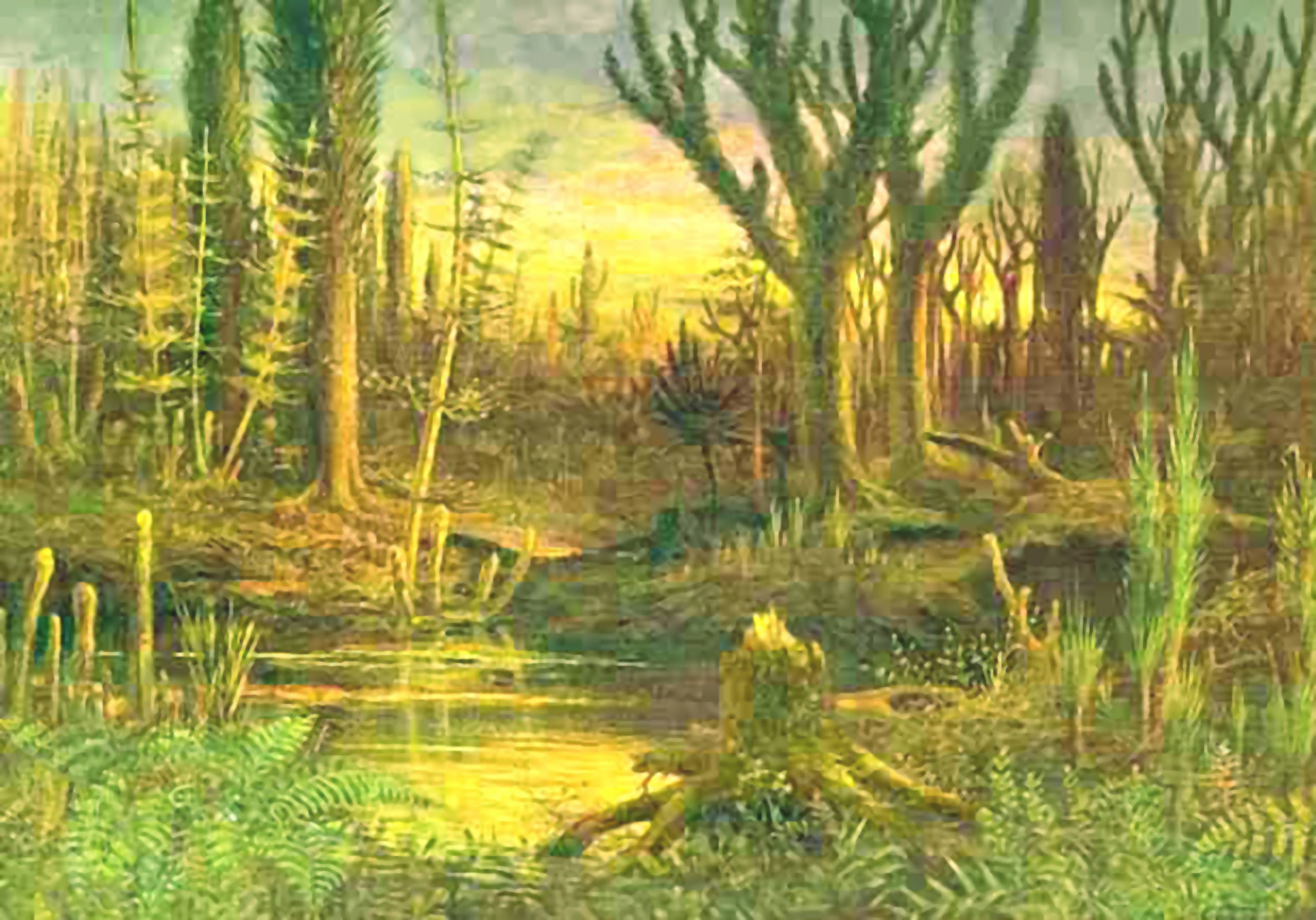
Paysage végétal dévonien restitué par le paléoartiste Edouard Riou (1838-1900), montrant des lycophytes, sphénophytes et fougères. Le Dévonien marque le début d'une colonisation végétale étendue des terres, amenant (par le biais de l'érosion et de la sédimentation) à d'importants changements climatiques.

Compte tenu du niveau des océans, des estrans très étendus, avec des formations végétales de type « mangrove » (mais constituées d’espèces à spores), favorisent les espèces animales possédant des nageoires solides et des vessies natatoires richement vascularisées et plissées, à même d’extraire l’oxygène de l’air en période de marée basse.

### Biotopes terrestres

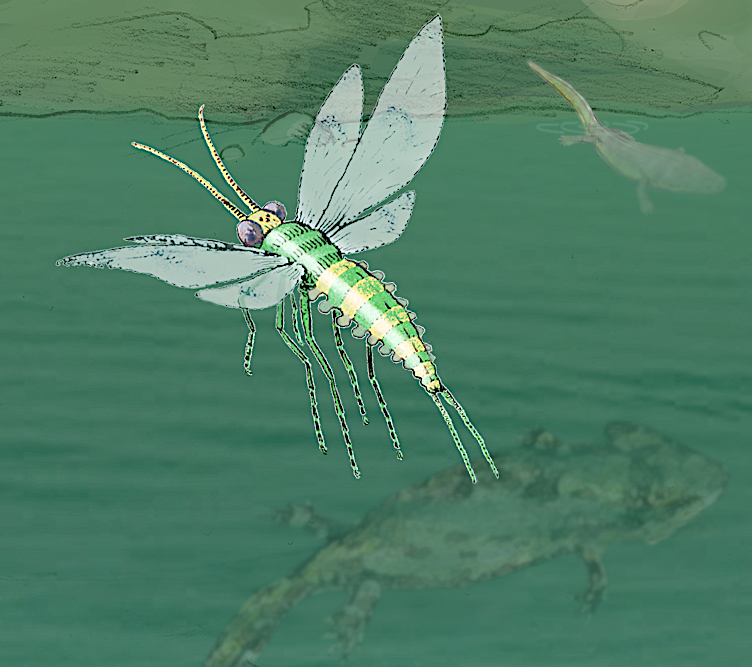
Hypothétique anatomie d'un insecte hexaptère dévonien antérieur aux Paléodictyoptères, à thorax formé de trois métamères séparés et égaux, portant chacun une paire de pattes et une paire d'ailes, et dont les segments abdominaux portent des sclérites latérales.

Sur terre, les bactéries et les algues du Silurien sont rejointes pendant cette période par des plantes primitives qui ont créé les premières terres grasses et hébergé des arthropodes (qui étaient déjà présents sur terre avant le Dévonien) comme les acariens, les scorpions et les myriapodes. Les premières traces fossiles d’insectes datent du Dévonien récent. À la fin du Dévonien, les premiers amphibiens et les arthropodes sont solidement établis sur terre. Les arthropodes (crustacés isopodes, myriapodes, chélicérates, insectes) co-évoluent.
Au Dévonien supérieur, des forêts de plantes à spores prospèrent. La plupart de ces plantes ont de vraies racines et feuilles. Les fougères se sont spéciées en formes géantes semblables aux arbres. À la fin du Dévonien, les premières plantes à graines sont apparues parmi les  progymnospermes. L’apparition rapide de tant de groupes de plantes différentes est connue sous le nom d’« explosion du Dévonien ».